# 切糕 (糯米糕点)

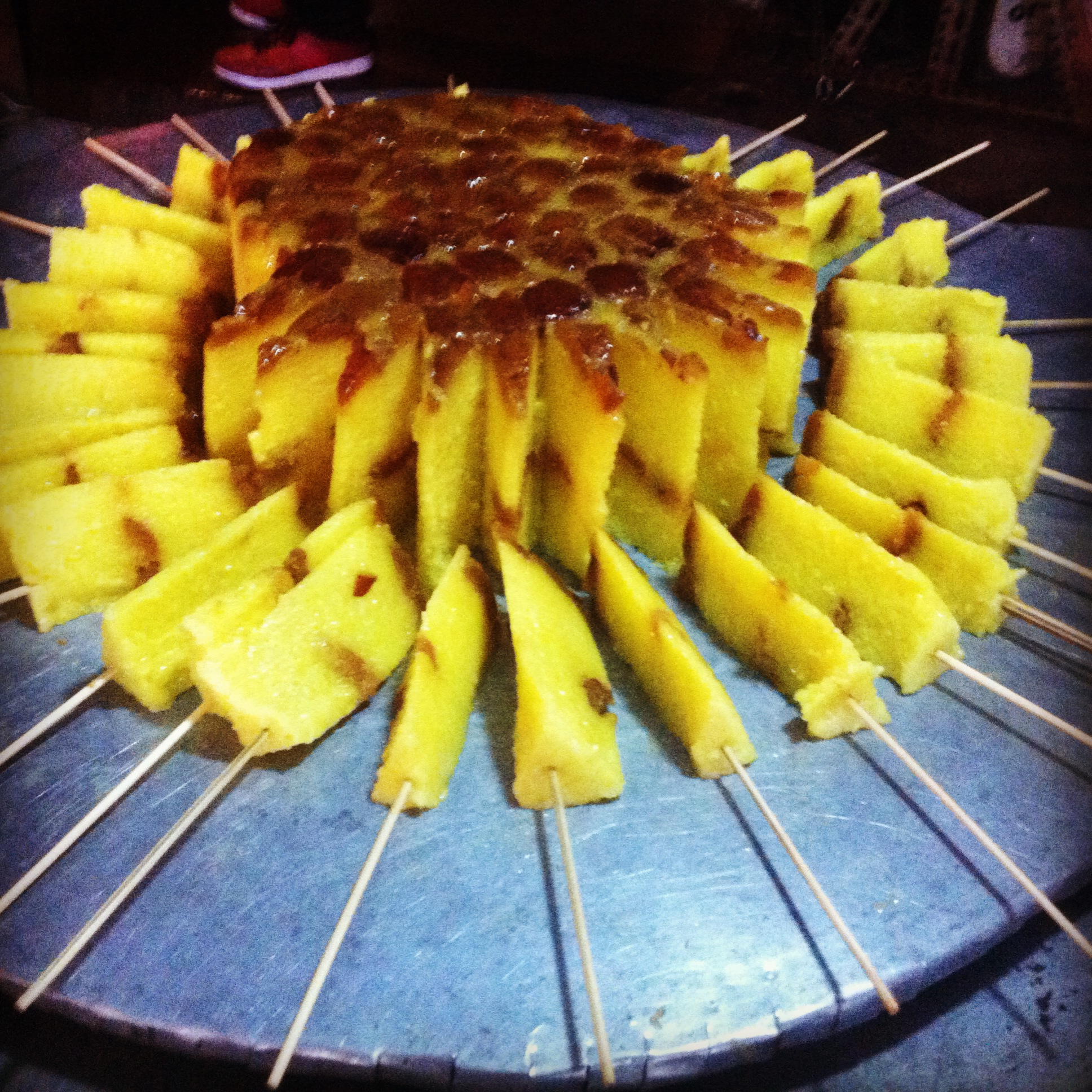
切糕

切糕，是用糯米或糯米麵或黄米面做的，中间加入枣或红豆沙馅，蒸熟即可。因做熟后是一整大块，卖时根据需要切下一小块，所以叫切糕，口味是甜的。